# Mala Krsna
Mala Krsna (cyr. Мала Крсна) – wieś w Serbii, w okręgu podunajskim, w mieście Smederevo. W 2011 roku liczyła 1552 mieszkańców.